# Elaphria punctula
Elaphria punctula là một loài bướm đêm trong họ Noctuidae.